# Pegesimallus calvifrons
Pegesimallus calvifrons là một loài ruồi trong họ Asilidae. Pegesimallus calvifrons được Londt miêu tả năm 1980. Loài này phân bố ở vùng nhiệt đới châu Phi.